# Mistrzostwa Polski w Tenisie Stołowym 2019
Mistrzostwa Polski w Tenisie Stołowym 2019 – 87. edycja mistrzostw, która odbyła się w Gliwicach w dniach 1–3 marca 2019 roku. 

## Medaliści
| Konkurencja             | Złoto                                                                           | Srebro                                                                         | Brąz |
| gra pojedyncza kobiet   | Natalia Bajor (KU AZS UE Wrocław)                                               | Natalia Partyka (niestowarzyszona)                                             | Roksana Załomska (KU AZS UJD Częstochowa) Anna Węgrzyn (KU AZS UE Wrocław)                                                                                     |
| gra pojedyncza mężczyzn | Patryk Chojnowski (KS AZS AWFIS Gdańsk)                                         | Patryk Zatówka (niestowarzyszony)                                              | Marek Badowski (Bogoria Grodzisk Mazowiecki) Piotr Chodorski (Kolping Jarosław)                                                                                |
| gra podwójna kobiet     | Natalia Partyka (niestowarzyszona) Natalia Bajor (KU AZS UE Wrocław)            | Katarzyna Węgrzyn (KU AZS UE Wrocław) Anna Węgrzyn (KU AZS UE Wrocław)         | Julia Szymczak (KU AZS UE Wrocław) Sandra Kozioł (Dojlidy Białystok) Aleksandra Falarz (GLKS Nadarzyn) Joanna Kiedrowska (Chrobry Międzyzdroje)                |
| gra podwójna mężczyzn   | Konrad Kulpa (Energa-Manekin Toruń) Tomasz Kotowski (Energa-Manekin Toruń)      | Marek Badowski (Bogoria Grodzisk Mazowiecki) Patryk Zatówka (niestowarzyszony) | Artur Grela (Gwiazda Bydgoszcz) Szymon Malicki (Olimpia-Unia Grudziądz) Jakub Folwarski (Pogoń Siedlce) Adrian Więcek (niestowarzyszony)                       |
| gra mieszana            | Samuel Kulczycki (Olimpia-Unia Grudziądz) Katarzyna Węgrzyn (KU AZS UE Wrocław) | Robert Floras (Polonia Bytom) Anna Węgrzyn (KU AZS UE Wrocław)                 | Jarosław Tomicki (BISTS Bielsko-Biała) Sandra Wabik (KU AZS AJD Częstochowa) Szymon Malicki (Olimpia-Unia Grudziądz) Roksana Załomska (KU AZS AJD Częstochowa) |